# Саидов, Расул
Расул Саидов — советский хозяйственный деятель, Герой Социалистического Труда.

## Биография
Родился в 1928 году в Самарканде. Член КПСС.
В 1946—1984 годах — кокономотальщик Самаркандской шелкомотальной фабрики «Худжум» Министерства лёгкой промышленности Узбекской ССР.
За увеличение производства и повышение качества товаров народного потребления и продуктов питания на основе совершенствования технологических процессов и организации труда был в составе коллектива удостоен Государственной премии СССР за выдающиеся достижения в труде 1978 года.
Указом Президиума Верховного Совета СССР от 30 марта 1980 года присвоено звание Героя Социалистического Труда с вручением ордена Ленина и золотой медали «Серп и Молот».
После 1984 года — персональный пенсионер союзного значения.
Жил в Самарканде.

## Награды и звания
- Герой Социалистического Труда (30.04.1980)
- Орден Ленина (30.04.1980)
- Орден Трудового Красного Знамени (20.02.1974)